# コリントス同盟

フィリッポス2世暗殺直後のマケドニア王国支配領域。黄色の地域一帯がコリントス同盟。

コリントス同盟（コリントスどうめい）もしくはヘラス同盟は、 マケドニア王フィリッポス2世がカイロネイアの戦いでアテナイ・テーバイ連合軍に勝利した後の紀元前337年にコリントスで結成させた同盟。スパルタを除くギリシアの全ポリスが加盟した。

## 概要
コリントス同盟の加盟国は自由な自治が認められ、相互不可侵の平和条約が締結された。しかし、現存政体の変更、負債の帳消し、土地の再配分、奴隷解放は不可とされるなど、この同盟はギリシア北方のマケドニア王国がギリシア南部を支配しやすくするための同盟でもあった。
コリントス同盟により、ペルシア戦争でギリシアに多大な損害をもたらした復讐としてペルシア討伐が決議され、各ポリスはそのために兵士をマケドニア王国に派遣した。この兵士たちは人質の役目も果たした。フィリッポス2世が暗殺された後は、その息子であるアレクサンドロス大王がコリントス同盟の盟主を引き継いだ。
アレクサンドロス大王がペルシア討伐の東方遠征を開始し、グラニコス河の戦いでペルシア帝国軍を破った際には、ペルシア兵の武具をアテナイのパルテノン神殿に献上した。また、ペルセポリスの宮殿を炎上させ、アテナイを焼き払ったことへの復讐を成し遂げた。その間、ギリシア本土はマケドニア王国の圧倒的な軍事力を背景にしたコリントス同盟によって、平和が訪れていた。
コリントス同盟はアレクサンドロス大王の死後、ラミア戦争まで続いた。

## 条約文

### 原文
| 「 | [․․․․․․․․․21․․․․․․․․․․ Ποσ]ειδῶ ․․5․․ ․․․․․․․․․․22․․․․․․․․․․ς ἐμμεν[ῶ ․․․․] ․․․․․․․․․․22․․․․․․․․․․νον[τ]ας τ․․․․ [․․․․․․․․18․․․․․․․․ οὐδ]ὲ ὅπλα ἐ[π]οί[σω ἐ]- [πὶ πημονῆι ἐπ’ οὐδένα τῶν] ἐμμενόντ[ω]ν ἐν τ- [οῖς ὅρκοις οὔτε κατὰ γῆν] οὔτε κατὰ [θ]άλασ- [σαν· οὐδὲ πόλιν οὐδὲ φρο]ύριον καταλήψομ- [αι οὔτε λιμένα ἐπὶ πολέ]μωι οὐθενὸς τῶν τ- [ῆς εἰρήνης κοινωνούντ]ων τέχνηι οὐδεμι- [ᾶι οὔτε μηχανῆι· οὐδὲ τ]ὴν βασιλείαν [τ]ὴν Φ- [ιλίππου καὶ τῶν ἐκγόν]ων καταλύσω ὀδὲ τὰ- [ς πολιτείας τὰς οὔσας] παρ’ ἑκάστοις ὅτε τ- [οὺς ὅρκους τοὺς περὶ τ]ῆς εἰρήνης ὤμνυον· [οὐδὲ ποιήσω οὐδὲν ἐνα]ντίον ταῖσδε ταῖς [σπονδαῖς οὔτ’ ἐγὼ οὔτ’ ἄλ]λωι ἐπιτρέψω εἰς [δύναμιν, ἀλλ’ ἐάν τις ποε̑ι τι] παράσπονδ[ον] πε- [ρὶ τὰς συνθήκας, βοηθήσω] καθότι ἂν παραγ- [γέλλωσιν οἱ ἀεὶ δεόμενοι] καὶ πολεμήσω τῶ- [ι τὴν κοινὴν εἰρήνην παρ]αβαίνοντι καθότι [ἂν ἦι συντεταγμένον ἐμαυ]τῶι καὶ ὁ ἡγε[μὼ]- [ν κελεύηι ․․․․․12․․․․․ κα]ταλείψω τε․․ — — — — — — — — — — — — — ∶𐅃 [— — — — — — — — — — ∶ Θεσ]σαλῶν ∶Δ [— — — — — — — — — — — ῶ]ν ∶ΙΙ [— — — — — — — — — Ἐλειμ]ιωτῶν ∶Ι [— — — — Σαμοθράικων καὶ] Θασίων ∶ΙΙ — — — — — — — — — ων ∶ΙΙ∶ Ἀμβρακιωτ[ῶν] [— — — — — — — ἀ]πὸ Θράικης καὶ [— — — — — ∶] Φωκέων ∶ΙΙΙ∶ Λοκρῶν ∶ΙΙΙ [— — — — Οἰτ]αίων καὶ Μαλιέων καὶ [Αἰνιάνων ∶ΙΙΙ∶ — καὶ Ἀγ]ραίων καὶ Δολόπων ∶𐅃 [— — — — — — ∶ Πε]ρραιβῶν ∶ΙΙ [— — — — — ∶ Ζακύνθο]υ καὶ Κεφαληνίας ∶ΙΙΙ | 」 |

### 日本語訳
| 「 | 誓約。ゼウス、ガイア、ヘーリオス、ポセイドーン、そして全ての神々と女神たちに誓う。国際社会の平和を遵守し、ピリッポス2世と交わした協定を決して破らず、海陸で攻め入ることも、この誓約を侵害することもしない。 いかなる都市、要塞、港も悪巧みや計略によって占領せず、これを引き起こした者には決して容赦はしない。ピリッポスや彼の子孫たちを退位させることも、この平和の誓約を交わした時の各国家の政体を変更することもしない。これらの協定に反することは決してせず、何人にもそれを許さない。しかし、もし何者かがこの誓約を破った場合、国際社会の平和のために誓約を破りし者に対して戦争も辞さない。この決定権は覇権国によって招集された評議会が受け持つ。 | 」 |

## スパルタとの関係

### 同盟への不参加
スパルタはコリントス同盟に加わる意志を見せなかったので、フィリッポス2世はスパルタにもコリントス同盟に加わるように促した。その際に脅しの意味も含めて、下記のような手紙を送った。
```
ἂν ἐμβάλω εἰς τὴν Λακωνικήν, ἀναστάτους ὑμᾶς ποιήσω
[
1
]

もし私が
ラコニア
に攻め入れば、スパルタは破壊し尽くされ、二度と再興することはないだろう。
```

これに対し、スパルタ側から返事の手紙がフィリッポス2世の元に届けられた。
```
"αἴκα"
[
1
]
 

「もし」
```

古代スパルタではラコニック・フレーズという返答方式が有名であり、できるだけ少ない語数で相手の虚を突く返答をし、自尊心を挫くことがラコニック・フレーズの特徴でもあった。この「もし」という一見短すぎる返答もラコニック・フレーズの例に漏れず、相手の自尊心を挫く効果が含まれていた。フィリッポスの言った「スパルタは破壊し尽くされ、二度と再興することはない」という脅しは、「もし私がラコニアに攻め入れば」が前提であり、その前提は「もし」という仮定に過ぎない。スパルタはそれを見抜き、「もし」という仮定の表現だけを返事とすることで、スパルタは決してマケドニア王国にラコニアを攻めさせない（徹底抗戦する）ということを暗に示したのであった。フィリッポス2世およびアレクサンドロス大王はこの返事を受け取った後、スパルタをコリントス同盟に引き入れることを諦めた。

### 反乱
アレクサンドロス大王が東方遠征をしている際に、マケドニア王国の覇権を挫くためにスパルタは立ち上がった。スパルタ王アギス3世はエーゲ海にてペルシアの将軍ファルナバゾスとアウトプラダテスと会談し、彼らにギリシアでの対アレクサンドロス戦争の計画を示した。アレクサンドロス大王の快進撃に悩まされていたペルシア帝国はスパルタを支持し、多額の軍資金を援助した。アギス3世の軍勢は20,000を超えるほどになり、マケドニア軍に対して次々と勝利を収めると、敵の都市であったメガロポリスを包囲した。
一方、アレクサンドロスよりマケドニア王国とギリシア諸都市を任されていたアンティパトロスは40,000以上の兵力を召集してアギスの許へ進撃した。こうしてメガロポリスの戦いが勃発した。アギス3世率いるスパルタ軍は快進撃を続け、緒戦では勝利し、屈強なスパルタ重装歩兵はマケドニア軍のサリッサを用いる重装歩兵に対しても優勢であった。しかし、2倍以上の兵力差が仇となり、マケドニア軍の重圧に徐々に劣勢に転じていった。アギス3世は敗北を悟ると、部下たちには生き延びるように命令を下し、自らは武器を手にして敵軍に突撃した。彼は負傷しながらも迫り来るマケドニア軍を薙ぎ倒していったが、遂に倒れ、アギス3世は英雄的な死を遂げた。
メガロポリスの戦いの後、スパルタはコリントス同盟に強制的に参加させられた。